# Matt Trautman
Matt Trautman (20 de febrero de 1985) es un deportista sudafricano que compite en triatlón.
Ganó una medalla de bronce en el Campeonato Mundial de Triatlón de Larga Distancia de 2023 y una medalla de oro en el Campeonato Europeo de Triatlón de Larga Distancia de 2019.

## Palmarés internacional
| Campeonato Mundial | Campeonato Mundial    | Campeonato Mundial | Campeonato Mundial |
| Año                | Lugar                 | Medalla            | Prueba             |
| ------------------ | --------------------- | ------------------ | ------------------ |
| 2023               | Ibiza (España)        | Medalla de bronce  | Individual         |
| Campeonato Europeo |                       |                    |                    |
| Año                | Lugar                 | Medalla            | Prueba             |
| 2019               | Almere (Países Bajos) | Medalla de oro     | Individual         |